# Sumner (Washington)
Sumner is een plaats (city) in de Amerikaanse staat Washington, en valt bestuurlijk gezien onder Pierce County.

## Demografie
Bij de volkstelling in 2000 werd het aantal inwoners vastgesteld op 8504.
In 2006 is het aantal inwoners door het United States Census Bureau geschat op 9474, een stijging van 970 (11.4%).

## Geografie
Volgens het United States Census Bureau beslaat de plaats een oppervlakte van
17,4 km², waarvan 17,3 km² land en 0,1 km² water. Sumner ligt op ongeveer 39 m boven zeeniveau.

## Plaatsen in de nabije omgeving
De onderstaande figuur toont nabijgelegen plaatsen in een straal van 8 km rond Sumner.

## Geboren in Sumner
- Wayne Northrop (1947-2024), acteur
- Kelly Joe Phelps (1959-2022), bluesmuzikant en songwriter